# Aldrovandia
Aldrovandia is een geslacht van straalvinnige vissen uit de familie van rugstekelalen (Halosauridae).

## Soorten
- Aldrovandia affinis Günther, 1877 – Neusaal
- Aldrovandia gracilis Goode & Bean, 1896
- Aldrovandia mediorostris (Günther, 1887)
- Aldrovandia oleosa Sulak, 1977
- Aldrovandia phalacra (Vaillant, 1888)
- Aldrovandia rostrata (Günther, 1878)